# Unión de Verdes y Agricultores
La Unión de Verdes y Agricultores (Letón: Zaļo un Zemnieku savienība, ZZS) es una coalición política agraria y verde de Letonia fundada en 2002 y en la que convergieron el Partido del Centro - Unión de Agricultores de Letonia (Centriskā partija Latvijas Zemnieku savienība) y el Partido Verde de Letonia (Latvijas Zaļā partija).

## Resultados electorales
| Año  | Votos        | %      | Resultado | +/- | Gobierno  |
| ---- | ------------ | ------ | --------- | --- | --------- |
| 2002 | 93.759 (#5)  | 9,47%  | 12/100    | 12  | Coalición |
| 2006 | 151.595 (#2) | 16,81% | 18/100    | 6   | Coalición |
| 2010 | 190.025 (#3) | 19,68% | 22/100    | 4   | Coalición |
| 2011 | 111.955 (#5) | 12,22% | 13/100    | 9   | Oposición |
| 2014 | 178.210 (#3) | 19,53% | 21/100    | 8   | Coalición |
| 2018 | 83.675 (#6)  | 9,91%  | 11/100    | 10  | Oposición |
| 2022 | 113.676 (#2) | 12,44% | 16/100    | 5   | Oposición |